# Castiraga Vidardo
Castiraga Vidardo är en kommun i provinsen Lodi i regionen Lombardiet i Italien. Kommunen hade 2 873 invånare (2018).